# Перо Перовић
Перо (Ђорђија) Перовић (12. новембар 1909. — 6. новембар 2015) био је најстарији Бијелопољац и Црногорац.

## Биографија
Рођен је у Бијелом Пољу 1909. године. Одрастао је у финим и у тадашње време врло лепим условима. Основао је породицу са шесторо деце. Прва жена му је преминула након Другог светског рата 1953. године. Године 2005. се оженио за Бијелопољку Драгу са Оброва. Живео је у Расову у Црној Гори. Године 2011, га је ударио камион, али је преживео удар. Године 2015. Перо је поломио кук и након дужег времена преминуо у општој болници у Бијелом Пољу 6. новембра.